# جماعة حيوية

نظام بيئي مائي وشبكة غذائية

التكاثر الحيوي (يسمى أيضاً المجتمع الحيوي ، المجتمع البيولوجي ، المجتمع البيئي ، مجموعة الحياة أو وحدة احيائية) أو تعايش حيوي (بالانجليزية Biocoenosis) هو مصطلح صاغه العالم كارل موبيوس في عام 1877  يصف فيه الكائنات الحية المتفاعلة التي تعيش معًا في موطن (بيئة حيوية). أصبح استخدام هذا المصطلح قليلا في القرن العشرين .

## اقرأ أيضاً
- نظام بيئي